# Reserve (Kansas)
Reserve – miasto położone w hrabstwie Brown.